# حادث سيول البحر الميت 2018
حادث سيول البحر الميت أو فاجعة البحر الميت هو حادث وقع في 25 تشرين الأول/أكتوبر من العام 2018 م في منطقة وادي زرقاء ماعين عند شواطئ البحر الميت من الجانب الأردني. وقد أدى الحادث لوقوع 21 ضحية و43 إصابة معظمهم طلاب كانوا في رحلة مدرسية للمنطقة، إضافة لانهيار جسر مغلق منذ مدة. وقد كان الحادث سببه السيول الكبيرة التي اجتاحت الوادي ومنطقة شاطئ البحر الميت التي تعد أخفض نقطة على وجه الكرة الأرضية؛ إثر تعرض الأردن لمنخفض جوي أدى لأمطار غزيرة وفيضانات في الأودية.

## الحادث وعمليات الإنقاذ
وقع الحادث في مساء 25 تشرين الأول عام 2018 م في مجرى وادي زرقاء ماعين في الجزء الواقع منه ضمن لواء الشونة الجنوبية في محافظة البلقاء؛ حيث تعرض الأردن لمنخفض جوي يُعد الأول من نوعه في عام 2018 م. وفي ذات الوقت كان هناك عدة متنزهين في منطقة الوادي، من بينهم أعضاء رحلة مدرسة فيكتوريا الخاصة والبالغ عددهم 44 شخصاً منهم الطلاب والمعلمين والأدلاء السياحيين، وكانت تتراوح أعمار الطلاب بين إحدى عشرة وثلاثة عشر سنة؛ حيث يعد الوادي منطقة لرياضة المغامرات بالإضافة لمجاورته للبحر الميت. وفي أثناء وجود المتنزهين في الوادي، داهمتهم سيولٌ جارفة سريعة في الوادي جرفتهم باتجاه قعر الوادي ثم إلى منطقة أسفل الجسر الواقع فوق الوادي بما في ذلك من صخور ومناطق وعرة إلى أن أوصلتهم إلى البحر الميت.
وقد شاركت في عمليات البحث مختلف صنوف الدفاع المدني الأردني؛ حيث شاركت زوارق وطائرات الإنقاذ، إضافة لطائرات مسيرة من دون طيار مصممة لأغراض البحث. كذلك شارك فريق البحث والإنقاذ الأردني الدولي التابع للدفاع المدني، مستخدما كلاب البحث والإنقاذ والكاميرات التلفزيونية.

### شهادات الناجين

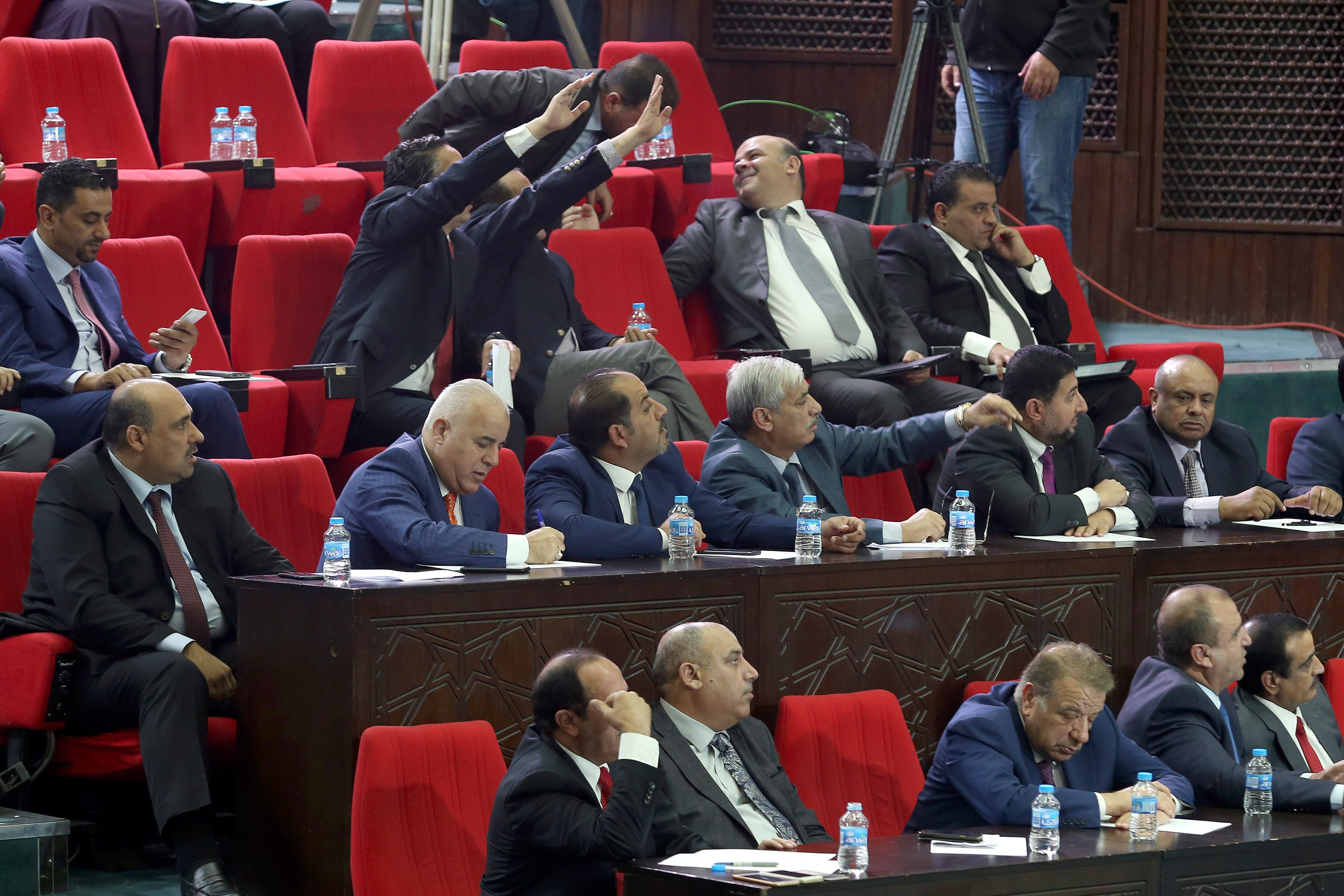
جلسة النواب بخصوص حادثة البحر الميت في يوم 5 نوفمبر 2018

كشفت المُدرسة مجد الشراري، إحدى الناجيات من فاجعة البحر الميت عن تفاصيل ما حدث معهم خلال الرحلة. وقالت الشراري إن الرحلة كانت سياحة مغامرة ومنظمة من قبل شركة خاصة وفيها 3 أدلاء سياحيين، مؤكدة أن معلمات مشاركات كانوا يعرفون تفاصيل الرحلة.
وأضافت أنه بعد 4 ساعات من الرحلة بدأ الجو بالتغير والأمطار بالهطول الأمر الذي استدعى إيقاف الرحلة والعودة إلى عمّان، مشيرة إلى أن دليل الشركة أبلغهم بذلك.
وتابعت إنها كانت ضمن الفوج الأول الذي تحرك للعودة وبسبب المنحدرات وسرعة السير أضاع الفوج بعضه البعض، ولذلك طلب الدليل التوقف حتى يصل الجميع، إلا أنه لم يكمل كلامه حتى كان السيل الجرف قادم.
وبينت أن منسوب المياه والطين ارتفعا، وحاولوا الابتعاد عنه، إلا أن بعض الطلبة كانوا يسيروا في النهر فسحبهم السيل، مشيرة إلى كل 30 ثانية كانت ترتفع المياه نصف متر بحسب تخمينها. وأوضحت المعلمة أن سرعة السيل كانت واضحة، وكان معها 13 طالب وطفلتها وعمرها 8 سنوات حيث كانت أصغر طفلة بالرحلة.
وقالت الشراري إن الفريق تمكن من الوصول إلى منطقة جبلية مرتفعة إلا أن الصخور كانت تختفي مع ارتفاع منسوب المياه وبقيوا على هذا الحال بين ساعتين ونصف إلى 3 ساعات حتى بدأ السيل يتوقف ويثبت مستواه.
وروت المعلمة أنها في الأثناء كانت تشاهد طلابها ينجرفون بالسيل أسفل الجبل، فيما كان من برفقتها من الطلبة يستنجدون. وأوضحت الشراري أن الأدلاء السياحيين أعطوا تعليمات بأن لا يحملوا معهم أي شيء ولذلك لم يحملوا هواتفهم أو أي وسيلة اتصال.
وتابعت المعلمة 'كنا ننتظر أن يتوقف السيل وأصبح ارتفاع المياه يقل، ولغاية الساعة السادسة والنصف حتى بدأت الدنيا تغيم وشاهدنا شخص ارتحنا لذلك وحاول أن يساعدنا وشاهد مستوى المياه فنزع بنطاله للمساعدة ولم ينجح ثم اختفى بعدها.
وبعد ذلك صار الدفاع المدني يصل، كانوا 25 شخصا تقريبا، حاولوا التسلق وتمكنوا من الوصول إلى المكان الذي كنا فيه وأنقذونا على أكتافهم واحد تلو الآخر إلى أن أنقذونا جميعا.
وتابعت الشراري 'نقلونا حتى أوصلونا إلى المستشفى.وأشارت المعلمة إلى أن مجموعة كبيرة كانت تسير وسط النهر فلم يتمكنوا من النجاة.وكشفت أنه كانت قد أخبرت المدرسة والأدلاء السياحيين بخصوص الطقس إلا أنهم قالوا 'توكلي على الله.وأوضحت الشراري أن المنطقة كانت خطرة جدا، والدليل كان خبيرا، إلا أنه توفي في انجراف السيل.
وفيما يتعلق بانهيار الجسر الذي قالت وسائل في بداية الحادث أنه السبب في الحادث وأن حافلة الطلبة جرفتها السيول من فوقه مما أدى لغرق الطلبة، فقد صرحت جهات حكومية إضافة لشخصيات نقابية وإعلامية متابعة للحادث أن الجسر الذي انهار يبعد عن موقع الحادث حوالي خمسة أكيال؛ علما أن الجسر الواقع فوق وادي زرقاء ماعين لم يتأثر ولم يسقط، والجسر الذي انهار هو جسر آخر مغلق في وجه السير بسبب عدم صلاحيته، وهذا الجسر يُسمى جسر الاستخبارات. كما أن الحادث وقع في مجرى الوادي وليس في طريق أو بسبب سيول فيها، علماً أن الجسر المنهار سقط صباح اليوم التالي للحادث، السبت 26 أكتوبر.

## الخسائر
أدى الحادث إلى وفاة 21 شخصاً، 19 منهم من الأطفال، إضافة إلى 43 آخرين مصابين. وفي وقت لاحق عن وقوع الحادث في صباح اليوم التالي 26 تشرين الأول أدت السيول لانهيار جسر مغلق مما أعاق عمليات البحث والإنقاذ المستمرة منذ وقوع الحادث، ولكن دون أن تتوقف، إضافة إلى تعطل طريق العقبة - البحر الميت العقبة بسبب انهيار عبّارة لتصريف المياه في الطريق. وأعلنت وسائل إعلام أردنية رسمية يوم الجمعة 26 تشرين أول أن الوفيات الإحدى والعشرين التي نجمت عن حادث البحر الميت، هم 18 أردنيا و3 عراقيين. العراقيون الثلاثة هم طالبان في المدرسة وفتاة في العشرينات يعتقد أنها من المرافقين للرحلة المدرسية.
كما تسببت الأمطار الغزيرة في بعض الطرق سواء الخارجية مثل الطريق الصحراوي أو غيرها من الطرق داخل المدن ببعض السيول، ولكن دون خسائر تُذكر، حيث تعتبر هذه الحالة شبه اعتيادية في بداية كل فصل شتاء جديد في البلاد.

## ردود الأفعال

### محلياً
ألغى الملك عبدالله الثاني بن الحسين زيارة عمل إلى البحرين، كانت مقررة الجمعة، حيث كان سيلقي كلمة في مؤتمر أمني؛ وذلك لمتابعة التطورات المتعلقة بالحادث مع الجهات المختصة. وقد غرد الملك على تويتر معلقاً على الحادث، قائلا: «أعزي نفسي وأعزي الأردن بفقدان أفراد من أهلي وأسرتي الكبيرة فمصاب كل أب وأم وأسرة هو مصابي»، وأضاف كذلك: «حزني وألمي شديد وكبير، ولا يوازيه إلا غضبي على كل من قصّر في اتخاذ الإجراءات التي كان من الممكن أن تمنع وقوع هذه الحادثة الأليمة».
وأعلن الديوان الملكي الأردني الحداد وتنكيس علم السارية ابتداءاً من صباح يوم الجمعة 26 تشرين الأول ولمدة ثلاثة أيام. كما أعلنت وزارة الأوقاف والشؤون الإسلامية في الأردن إقامة صلاة الغائب عقب صلاة الجمعة 26 تشرين الأول 2018 على أرواح الضحايا الذين قضوا في الحادث في كل مساجد المملكة.
وقد قال رئيس الوزراء الأردني عمر الرزاز من أرض الحادث بأن المسؤولين عن الحادث سيحاسبون وتوعد «بأقسى العقوبات» على حد وصفه. ومن جانبه، قال وزير التربية والتعليم الأردني عزمي محافظة أن تصريح الرحلة كان لمدينة الأزرق وليس للبحر الميت.
قد طالب حزب جبهة العمل الإسلامي أحد أحزاب المعارضة في مجلس النواب الأردني بمحاسبة المسؤولين، كما قدم الحزب تعازيه لعائلات الضحايا، ودعت جماعة الأخوان المسلمين إلى إعلان الحداد العام وإجراء تحقيق عاجل وعلى كافة المستويات. كما التأم مجلس السياسات الوطني في جلسة طارئة برئاسة الملك عبدالله الثاني بن الحسين لبحث تداعيات الحادث.

### عربياً
- فلسطين: شعبياً قدم عدد غفير من أبناء الشعب الفلسطيني تعازيهم عبر مواقع التواصل الاجتماعي، معربين عن حزنهم لما جرى كما تقدمت عدد من الشخصيات الفلسطينية في الداخل الفلسطيني بتعازيها للأردن[6]، وأقام أهالي القدس صلاة الغائب عقب صلاة الجمعة يوم 26 تشرين أول في المسجد الأقصى على أرواح ضحايا الحادث.[9] أما على الصعيد الرسمي فقد تلقى ملك الأردن عبد الله الثاني بن الحسين اتصالاً هاتفياً من الرئيس الفلسطيني محمود عباس الذي أعرب عن أحر التعازي للشعب الأردني والضحايا. كما أعربَ وزير الخارجية الفلسطيني رياض المالكي عن تعازيه الحارة للمملكة الأردنية الهاشمية الشقيقة ملكًا وحكومة وشعبًا، وأكد وقوف الشعب الفلسطيني وقيادته بشكلٍ دائم بجانب الأردن الشقيق في مواجهة هذا المصاب الجلل، كما تقدم رئيس اللجنة التنفيذية لمنظمة التحرير الفلسطينية، صائب عريقات.[10]
- عُمان: بعث السلطان قابوس سلطان عمان برقية تعزية ومواساة إلى الملك عبد الله الثاني في ضحايا السيول التي اجتاحت منطقة البحر الميت.[11]
- العراق: تقدم كلٌ من رئيس الجمهورية العراقية برهم صالح ورئيس الوزراء العراقي عادل عبد المهدي عن تعازيهم للشعب الأردني وعائلات الضحايا وتمنيهما الشفاء للمصابين، وذلك عبر اتصالين هاتفيين مع الملك الأردني عبدالله الثاني بن الحسين.[12][13] كما تقدم رئيس مجلس النواب العراقي محمد الحلبوسي بالتعازي للأردن واطلع على أوضاع العراقيين في الحادث[12]، ومما يُذكر هو وجود ثلاثة من العراقيين بين ضحايا الحادث. كما صرح المتحدث باسم وزارة الخارجية العراقية أحمد محجوب أن وزير الخارجية العراقي محمد علي الحكيم وفي أول يوم له في منصبه، اتصل بنظيره الأردني أيمن الصفدي معرباً عن تعزيته ومواساته لعائلات الضحايا، ووقوف العراق إلى جانب الأردن، وقد جاء هذا الاتصال عقب اتصال الوزير الأردني بنظيره العراقي مهنئا له على استلامه زمام وزارة الخارجية في العراق.
- السعودية: أعرب الملك سلمان بن عبدالعزيز في اتصال مع ملك الأردن عبدالله الثاني بن الحسين عن تعازيه للملك والشعب الأردني وعائلات الضحايا، كما أبدى استعداد المملكة في وضع كافة إمكانياتها في خدمة المملكة الأردنية الهاشمية.[2][4] كما تقدم السفير السعودي في عمّان خالد بن فيصل عن تعازيه للشعب الأردني وعائلات الضحايا.
- الكويت: أرسل أمير الكويت برقية للملك عبد الله الثاني بن الحسين، أعرب فيها عن تعازيه للشعب الأردني وعائلات الضحايا. كما تقدم سفير الكويت في عمان عزيز الديحاني بالتعازي من عائلات الضحايا.[5]
- لبنان: أعرب رئيس وزراء لبنان عن تعازيه لعائلات الضحايا والشعب الأردني، وذلك في اتصال مع ملك الأردن.[14] وقد نكست السفارة اللبنانية في عمان علمها حدادا على الضحايا.[1]

- البحرين: تقدم ملك البحرين حمد بن عيسى آل خليفة بالتعازي من عائلات الضحايا والشعب الأردني، وذلك في اتصال هاتفي مع ملك الأردن.[5][6] وكان ملك البحرين قد أرسل برقية تعزية الخميس فيما عاود الاتصال هاتفيا بالعاهل الأردني يوم الجمعة.[15]

- مصر: تقدم الرئيس المصري عبد الفتاح السيسي بتعازيه للأردن[10]، كما أكدت وزارة الخارجية المصرية ممثلة بوزيرها سامح شكري عن متابعتها للحادث أول بأول، كما تقدما بتعازيها لأسر الضحايا والشعب الأردني.
- الإمارات العربية المتحدة: أعرب حاكم دبي، نائب رئيس دولة الإمارات العربية المتحدة ورئيس الوزراء، محمد بن راشد آل مكتوم عن تعازيه للشعب الأردني وعائلات الضحايا؛ حيث قال: «أطفالهم أطفالنا»[1][5][16]، كما تقدم بمثل ذلك محمد بن زايد ولي عهد إمارة أبو ظبي.[5] إضافة لذلك، بعث كل من حكام رأس الخيمة وأم القوين وعجمان برقيات تعزية للعاهل الأردني.[6][13][17]

- قطر: أرسل أمير قطر تميم بن حمد برقية للملك عبد الله الثاني بن الحسين معربا فيها عن تعازيه ومواساته لأسر الضحايا والمصابين، كما تقدم وزير الخارجية القطري محمد بن عبد الرحمن آل ثاني بتعازيه إضافة للسفارة القطرية في عمان.[5][12]
- اليمن: بعث الرئيس عبد ربه منصور هادي رئيس الجمهورية برقية عزاء ومواساة إلى الملك عبد الله الثاني ملك المملكة الأردنية الهاشمية، وعبر الرئيس عن خالص تعازيه إلى الأردن شعبا وحكومة وملكاً ولعائلات الضحايا في هذا المصاب الأليم، سائلا الله العلى القدير أن يمن بالشفاء العاجل للمصابين، والسلامة للمفقودين، وأن يجنب الأردن الشقيق كل مكروه.
- تونس: تقدمت السفارة التونسية في عمان بالعزاء من ملك الأردن والحكومة والشعب الأردني وأسر الضحايا، كما تمنت الشفاء العاجل للمصابين.[18]

- ليبيا: قدمت حكومة الوفاق الوطني الليبية، ممثلة برئيس مجلسها الرئاسي فايز السراج التعازي للشعب الأردني وعائلات الضحايا.[8]

كما تقدم رئيس البرلمان العربي، مشعل السلمي بتعازيه للأردن باسم البرلمان، كذلك تقدم جمال الضاري رئيس مشروع العراق العربي بتعازيه للأردن وأسر الضحايا.

### دولياً
- تركيا: أعربت تركيا عبر وزارة الخارجية التركية والسفارة التركية في عمان عن تعازيها للشعب الأردني وعائلات الضحايا.[1][16][19]

- هولندا: قدمت السفارة الهولندية في عمان تعازيها، قائلةً أنها تتمنى الشفاء السريع للمصابين.[16]
- فرنسا: عبر السفير الفرنسي في عمان عن حزنه جراء الحادث، كما تقدم بالتعازي من عائلات الضحايا، وحيا جهود فرق الإنقاذ التابعة للدفاع المدني الأردني.[16]
- المملكة المتحدة: عبر سفير المملكة المتحدة في عمان، إدوارد أوكداين عن حزنه قائلاً:«قلوبنا مع عائلات الضحايا، ونصلي من أجل أولئك الذين ما زالوا في عداد المفقودين» وذلك قبل العثور على جثث الضحايا جميعاً، عدا مفقودة واحدة.[16]
- الولايات المتحدة: قدمت السفارة الأميركية في عمان عبر صفحتها في فيسبوك تعازيها لأسر وأصدقاء المتوفين كما تمنت الشفاء العاجل للمصابين، قائلةً: «قلوبنا مع الشعب الأردني في هذا الوقت العصي».[16]
- ألمانيا: أكدت وزارة الخارجية الألمانية عبر المركز الإعلامي التابع لها، أنها تشاطر عائلات وأصدقاء الضحايا مشاعرهم، وأضافت: «تملأنا الأخبار المأساوية من الأردن بشعور كبير بالتعاطف». وأضافت كذلك: «أن ألمانيا على أهبة الاستعداد لتقديم المساعدة العاجلة حيثما تكون لازمة ومطلوبة».[16]
- قبرص: تقدم وزير الخارجية القبرصي نيكوس خريستودليدس بتعازيه بضحايا حادث البحر الميت لنظيره الأردني أيمن الصفدي.[16]
- إسرائيل: قال الجيش الإسرائيلي إنه، بناء على طلب من الحكومة الأردنية، أرسل عددا من الطائرات المروحية وعلى متنها جنود من وحدة خاصة للبحث والإنقاذ[1]، فيما نفت الحكومة الأردنية ذلك عبر وزير الصحة الأردني في تصريح لقناة المملكة الأردنية، كما لم تظهر أية صور أو مقاطع مصورة لقوات إنقاذ أو طائرات جوية في سماء البحر الميت سوى تلك التابعة للدفاع المدني الأردني وقوات الجيش العربي، رغم التغطية الإعلامية المباشرة لعدد من القنوات الأردنية وغيرها. كما نفت الحكومة الأردنية كذلك، وجود أية مصابين جراء الحادث في داخل إسرائيل.[2][20]

كما أعرب شيخ الأزهر الإمام أحمد الطيب عن حزنه وتعازيه لأسر الضحايا والشعب الأردني. وعبّر الاتحاد العالمي لعلماء المسلمين عن حزنه لما جرى ووقوفه إلى جانب الشعب الأردني في مصابه. ومن جهته، أعرب الأمين العام للأمم المتحدة أنطونيو غوتيريس عن حزنه مما وقع من أضرار وضحايا جراء الحادث. وأبدى مفوض المساعدة الإنسانية وإدارة الأزمات كريستوس ستيليانديس استعداد المفوضية لمساعدة الأردن إن احتاجت ذلك، كما قدم تعازيه للأردن.
- قدم نادي ليفربول، التعازى في وفاة 21 شخصا، جراء السيول التي وقعت في المملكة الأردنية أمس.

وكتب نادى ليفربول عبر حسابه على تويتر، «كل تفكيرنا وخالص تعازينا لكل المتأثرين بالسيول في الأردن. لن تسيروا وحدكم أبداً».
- نشر الحساب الرسمي للدوري الإسباني على موقع التواصل الاجتماعي تويتر، اليوم الجمعة، بتعزية الأردنيين بعد حادث البحر الميت أمس الخميس.

ووضعت الليغا العلم الأردني على حسابها، وكتبت: ” تعازينا ومواساتنا لعائلات ضحايا الفيضانات في الأردن، وبالشفاء العاجل للمصابين”.
كما أعلنت شركة جوجل الحداد على محرك بحثها الشهير بوضع علامة الحداد على صفحته الرئيسة.

## التداعيات
وفي تداعيات الحادث، اجتمع الملك مع مجلس السياسات الوطني؛ حيث طالب الملك بالسير الحثيث في مسار التحقيقات لكشف أسباب الحادث. وكانت كتلة الإصلاح النيابية في مجلس النواب الأردني قد طالبت بتحقيق موسع مع كافة الجهات المعنية؛ مشيرة إلى أن الحادثة تكشف عن قصور حكومي واضح في اتجاهات عدة. وقد شكلت الحكومة لجنة برئاسة نائب رئيس الوزراء رجائي المعشر للتحقيق في الحادث؛ هذه اللجنة كانت محط انتقاد وسخط شعبي وإعلامي عارم في الأردن؛ إذ اعترضت قطاعات واسعة وشخصيات نقابية ونيابية معروفة على تشكيل اللجنة من الأساس، على أساس أن عددا من أعضاء
اللجنة هم من المتهمين والمسؤولين عن الحادث سياسيا وأخلاقيا بحكم مناصبهم.
كما طالبت قطاعات واسعة من الشعب الأردني باستقالة وزير التربية والتعليم، واتهموه بالتملص من مسؤولياته ومحاولة إلقاء اللائمة على إدارة المدرسة، وكذلك اتُهم عدد من الوزراء بالتقصير خصوصاً وزراء السياحة والأشغال والصحة. إضافة لانتقادات طالت جهود التنسيق بين الجهات المختصة وجهود الإنقاذ في بداياتها.
وكانت اللجنة الوزارية قد اجتمعت السبت، وكان رئيسها قد أشار بأن اللجنة لا تبحث عن «كبش فداء» وأنها لا تبحث إلا عن الحقيقة. ومن جهتها، كانت لجنة التربية في مجلس النواب الأردني قد أبلغت الحكومة بعقد اجتماع معها يوم الأحد 28 أكتوبر؛ لبحث الحادث وأسبابه. وكان عدد النواب قد توعدوا الوزير بطرح الثقة عنه، إضافة لعدد من الوزراء الآخرين، الشيء الذي يعني إقالة الوزراء فوراً.
ومن جانب آخر، فقد تولى مدعي عام لواء الشونة الجنوبية يوم الجمعة التحقيقات في الحادث، كذلك يساعده أربعة مدعين عامين في الأمور المتعلقة بسير التحقيقات وتسليم جثث المتوفين، والتي تبين وجود خطأ فيها من قبل المركز الوطني للطب الشرعي في مستشفى البشير؛ حيث بقيت في المركز جثة واحدة دون التعرف عليها إلى مساء يوم السبت، في ذات الوقت بقيت إحدى العائلات فاقدة لبنتها، وقد تبين لاحقاً حدوث خطأ في تسليم الجثة العائدة لتلك العائلة إلى عائلة أخرى فقدت ابنتين لها في الحادث.

## الاستقالات والمسؤولية السياسية
وفي يوم 1 تشرين الثاني قدم كل من وزيري التربية والتعليم والسياحة استقالاتهما نتيجة للجنة نيابية قانونية اجتمعت في ذات اليوم.